# Zdeněk Budinka
Zdeněk Budinka (16. ledna 1913 Lomnice – 19. února 2007) byl český stavební inženýr, který se zabýval ochranou památek.

## Pracoviště

#### Kloknerův výzkumný a zkušební ústav hmot a konstrukcí stavebních
Zdeněk Budinka byl asistentem v Kloknerově výzkumném a zkušebním ústavu hmot a konstrukcí stavebních. Kloknerův ústav byl v letech Budinkova působení samostatným výzkumným pracovištěm VŠIS (Vysoké školy inženýrského stavitelství); přičemž VŠIS byla samostatnou fakultou v rámci ČVUT. V dobovém tisku se psalo o práci Zdeňka Budinky v Ústavu ocelových a dřevěných konstrukcí z fakulty inženýrského stavitelství v Praze
Jako asistent se na konci čtyřicátých let podílel na vzniku publikace pojednávající o ocelových konstrukcích.

#### Státní ústav památkové péče a ochrany přírody
Dalším pracovištěm Zdeňka Budinky byl Státní ústav památkové péče a ochrany přírody (SÚPPOP). Ústav neprováděl správu kulturních památek; neměl ani výkonnou pravomoc. Pracovníci Ústavu naráželi na neochotou státu nebo majitelů památek vyčleňovat finanční prostředky na údržbu nebo opravy památek. Zájmy socialistických organizací byly v protikladu se zájmy ochrany památek.
SÚPPOP pořádal Konzultační dny památkové péče pro odborné pracovníky památkové péče v krajích. Mezi prvními tématy bylo zjišťování technického stavu v městských rezervacích. Zdeněk Budinka poukázal na příčiny špatného technického stavu památek a uvedl postup při provádění preventivní stavební údržby
Zdeněk Budinka byl oponentem habilitační práce „Ocelotraverzové mosty z hlediska potřeby zemědělské a lesnické praxe".

#### Středisko pro rozvoj silnic a dálnic
Zdeněk Budinka pracoval ve Středisku pro rozvoj silnic a dálnic.

## Práce
Účast na opravách Letohrádku královny Anny byla první publikovanou prací Zdeňka Budinky. Opravy řídil Bedřich Hacar, který byl pro Zdeňka Budinku velkým vzorem. To je vyjádřeno i v nekrologu, který Budinka napsal po smrti akademika Hacara.

#### Rodný dům Aloise Jiráska
Jeho samostatnou prací byla obnova rodného domu Aloise Jiráska v Hronově. Zde dohlížel na výměnu shnilých trámů, jejichž náhradu hledal v okolních domcích. Obnova zachovávala i původní technologie jako natření stropu volskou krví. V rámci obnovy byla znovu postavena pec na pečení chleba.

#### Orlík a řetězový most v Stádleci
Podílel se na záchraně a technickém zabezpečení památkových objektů v zátopové oblasti vodního díla Orlík. Prováděl památkový dohled - koordinace technických zásahů s hledisky státní památkové péče. O této práci napsal zprávu Součástí záchrany památek v zátopové oblasti Orlíku byl i řetězový most v Podolsku. Za zásluhy o záchranu mostu obdržel při slavnostním otevření přemístěného mostu ve Stádleci vyznamenání.

#### Farní kostel sv. Václava v Hustopečích
Dne 26. února 1961 došlo ke zřícení věže kostela sv. Václava v Hustopečích. Padající věž prolomila střechu a klenbu lodi. Presbytář, sakristie a boční kaple však zůstaly neporušeny. Odbor výstavby ONV Břeclav vydal pod tlakem předsedy ONV Emila Horčičky, oddaného komunisty, dne 4. března 1961 příkaz ke zbourání celého kostela. V březnu 1961 napsal Zdeněk Budinka zprávu, ve které konstatoval, že neporušené části kostela jsou staticky naprosto vyhovující. Sepsal nutná doporučení pro záchranné stavební práce, které shledal jako ekonomicky únosné. Závěr zprávy zněl: „ Vzhledem k historické a umělecké hodnotě nelze doporučiti tyto vzácné objekty k vynětí z památkové ochrany."
Dne 4. září 1962 provedl Průmstav Brno demolici celého kostela, včetně jeho neporušené větší části.

#### Děkanský kostel Nanebevzetí Panny Marie v Mostě
Dne 25. března 1964 vydala vláda ČSSR usnesení č. 180 eufemisticky nazvané „O dostavbě nového Mostu a o likvidaci staré části města". Do 30. června 1964 bylo ministru školství a kultury uloženo předložit návrhy na řešení otázky děkanského kostela. Ministerstvo sestavilo komisi expertů z odborníků ČVUT a ČSAV. Komise, kterou vedl Stanislav Bechyně vypracovala 7 variant technických řešení. Zdeněk Budinka, který v komisi zastupoval ministerstvo školství a kultury navrhl rozebrání na dvou až sedmitunové bloky, které by byly sestaveny na novém místě. Dne 29. května 1964 vydala komise Ministerstvu školství a kultury doporučení realizovat záchranu kostela jeho přesunem. Na základě návrhu Ministerstva školství a kultury vydala vláda ČSSR dne 18. listopadu 1964 usnesení č. 612, které potvrdilo zachování kostela jako vzácné stavební památky.
Těžaři a fundamentální komunisté, kteří měli podporu u méně vzdělané vrstvy obyvatel, požadovali zrušení přijatého usnesení vlády o záchraně mosteckého kostela. Navrhovali prodej rozebraného kostela do zahraničí po předchozím „průzkumu trhu" u UNESCO, podniků zahraničního obchodu a dalších institucí. Návrh vládního usnesení o zrušení „usnesení vlády č. 612/1964" byl oficiálním dokumentem a vláda se jím musela zabývat. Protože prodej do zahraničí byl nereálný a ostudný, vláda usnesení o zachování kostela nechala v platnosti. Stále však nebyl vybrán způsob záchrany.
Nová komise zvažovala 11 variant řešení; přiklonila se k přesunu kostela o cca 900 metrů. Přemístění kostela po částech, kterou prosazovali zástupci těžařů komise odmítla jako nevhodné. Navzdory tomuto závěru pokračoval Zdeněk Budinka se svým týmem v rozpracování této varianty.
Mimo veřejně známých památek se Zdeněk Budinka věnoval i drobnějším artefaktům jako byly litinové náhrobní kříže.

## Negativní stopa
- Zdeněk Budinka byl autorem dopisu Státního ústavu památkové péče a ochrany přírody č.j.5648/1960 ze 14. října 1960. Ve věci kostelíka sv. Máří Magdaleny na Skalce u Míšku pod Brdy sděluje: 1) že kostelu nebyla odňata památková ochrana, 2) že kostel je určen k vědeckému pozorování a studiu, 3) že kostel nesmí být opravován, a to ani v případě destrukce[19]
- V roce 1964 byl Zdeněk Budinka zvolen jako náhradník do Hlávkovy nadace. Nadání disponovalo byty, a jeden byl obsazen ing.Vopařilem, který byl zeť Zdeňka Budinky[20]
- Hlávkova nadace se soudila se Zdenkem Budinkou, který po výroku soudu musel vrátit správě Nadace klíče od hostinského pokoje na zámku v Lužanech u Přeštic.[20]
- Zdeněk Budinka postupoval proti rozhodnutí komise vedené Stanislavem Bechyně ve věci způsobu přestěhování Děkanského kostela Nanebevzetí Panny Marie v Mostě[17]

## Publikační činnost
Zdeněk Budinka přispíval do periodik odbornými články:
- Stanislav Sommer- ekonomické otázky rekonstrukce a regenerace měst[21]
- Péče o památky výroby a technické práce[22]
- Budoucnost děkanského kostela v Mostě[23]
- Orlík, státní hrad a památky v okolí[24]
- Podmínky pro rekonstrukce historických mostů[25]
- Památkový řetězový most ve Stádleci[26]
- Vývoj silničních a městských komunikací od počátku 20. století v Praze[27]
- Cestování chrámu[28]
- Národ sobě: k stému výročí položení základních kamenů Národního divadla
- Václav Dašek[29][30]

## Občanské aktivity
Zdeněk Budinka byl aktivní v Klubu Za starou Prahu. Byl členem domácí rady v letech 1962-1970, 1976-1977 a v roce 1984.
V červenci 1991 předložil Zdeněk Budinka návrh na vyhlášení památkové rezervace „Vilová kolonie Barrandov" ministerstvu kultury. Poukázal na ojedinělé řešení komunikačního systému a krajinářské úpravy skalnatého terénu.